# Assam

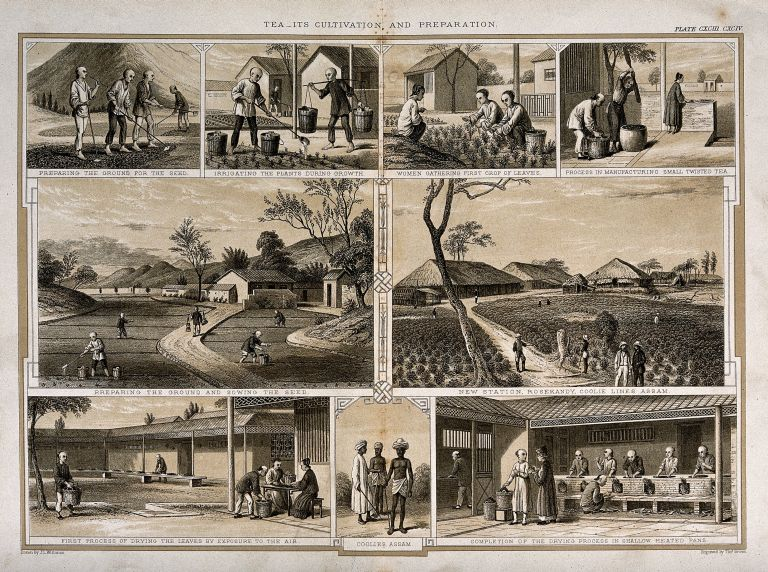
Rytina z roku 1850 ukazující různé fáze procesu zpracování čaje v Assamu

Assam je označení čaje pěstovaného v indické oblasti Ásám.

## Oblast pěstování

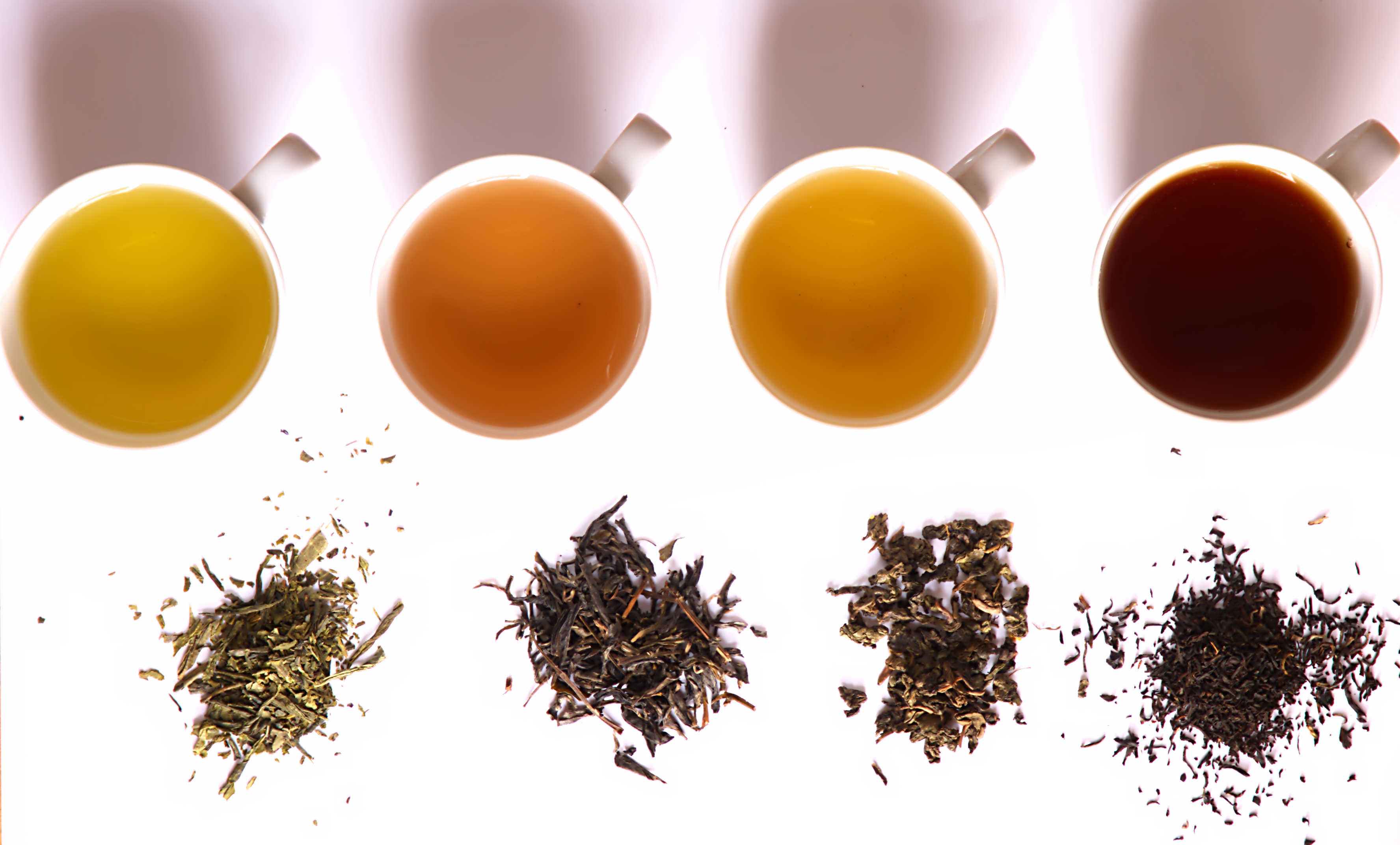
Čaje, Assam je úplně vpravo (černý)

Dnes se čajovník pěstuje na obou březích řeky Brahmaputry, nejrozlehlejší oblasti produkující černý čaj na světě. V roce 1993, přibližně po 155 letech, kdy do Londýna dorazily první bedny s čajem, vyrobilo 2000 asámských plantáží rekordních 444 231,8 tuny čaje, tedy 53 procent z tehdy nejvyšší roční úrody v Indii činící 835 552,7 tuny.
Údolí Brahmaputry se táhne 193 km na východ od Dárdžilingu a hraničí s Čínou, Barmou a Bangladéšem. Pěstitelé se musí potýkat se značně vysokými srážkami od 2000 do 3000 mm ročně. Jsou velmi nerovnoměrné a v období monzunových dešťů mohou dosáhnout až 255–300 mm denně. Tato „skleníková“ kombinace vlhkosti a tepla dává vzniknout jedněm z nejjemnějších druhů čaje na světě.

## Čaje Assam

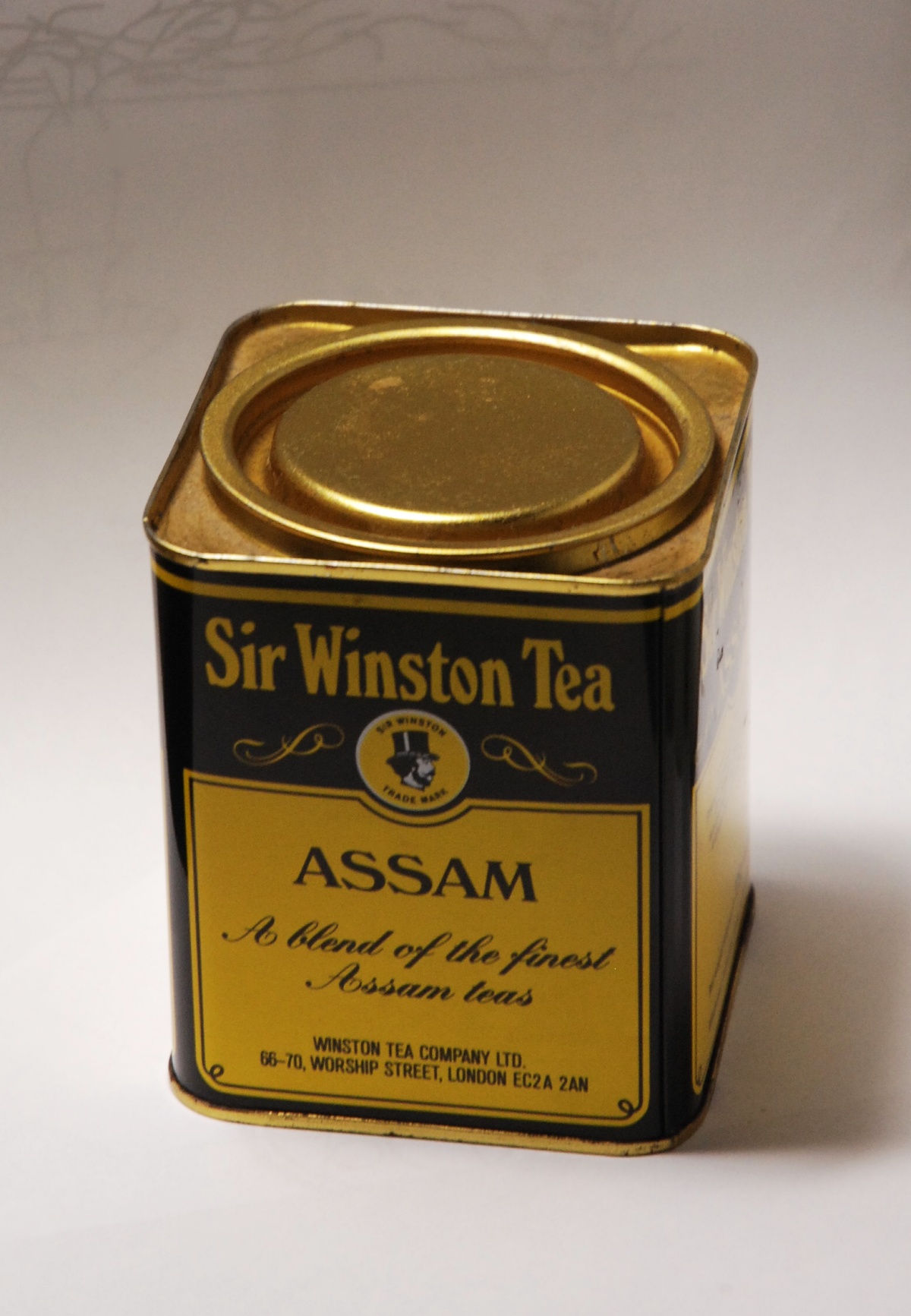
Assam

Převážná část ásámských čajů přichází na svět od července do září, kdy kolem tisíce sběračů pracuje osm hodin denně. Každý z nich otrhá téměř 50 000 flešů za den. Lístky se trhají do těžkých košů na zádech, zajištěných pásem kolem čela.
Aby vyhověl rostoucí domácí poptávce a udržel si stálou úroveň vývozu, soustředil se ásámský průmysl v uplynulých letech na pěstování a selekci kvalitních klonů a osiva a na biotechnický výzkum zlepšení vlastností rostlin. Aby se vyřešil problém nedostatku pracovní síly v sezoně, zkoušelo se v některých oblastech využít mechanizace.
Ortodoxní čaje a čaje vyrobené technologií CTC se přepravují kamiony do nejbližších aukčních síní v Guváhátí (specializovaná hlavně na čaje pro domácí trh), Silgiri a Kalkatě, kde se koná dražba čajů na export.

## Celolistové čaje
- Assam z první sklizně

Zdejší čajovníky začínají vyhánět nové výhonky v březnu a první sklizeň probíhá osm až deset týdnů. Vyrobené čaje se na rozdíl od Darjeelingu zřídka prodávají do Evropy a USA.
- Assam z druhé sklizně

Druhý sběr začíná v červnu a převážná část výroby probíhá od července do září. Velké listy ásámského čajovníku, jejichž spodní strany pokrývá stříbřené chmýří, poskytují vysoce kvalitní čaj s vysokým podílem tipsu. Výsledný nálev vyniká bohatou vůní, čirou, tmavě červenou barvu, plným tělem a silnou, zakulacenou chutí s nádechem sladu.

## Zlomkové čaje
Tento typ čaje tvoří hlavní část místní produkce. Bohatost sladové chuti a tělo činí z assamských směsí ideální čaje k typické anglické snídani sestávající například ze slaniny, šunky a uzené ryby.

## Zelený Assam
Na zelený čaj připadá o málo více než 1 procento z celkové produkce čaje v Indii.